# 乐加乡
乐加乡，是中华人民共和国四川省绵阳市三台县曾经下辖的一个乡。2019年12月，撤销乐加乡，将其所属行政区域划归中新镇管辖。

## 行政区划
乐加乡撤销前下辖以下地区：
社区、白果村、来福村、天府村、大众村、柏林村、金鸡村、金鸭村、广林村、大堰村、大同村和百子村。